# Chiesa di San Giovanni Battista (Bargagli)
La chiesa di San Giovanni Battista è un luogo di culto cattolico situato nella borgata di Terrusso, in via Pasubio, nel comune di Bargagli nella città metropolitana di Genova. La chiesa è sede della parrocchia omonima del vicariato Medio-Alto Bisagno dell'arcidiocesi di Genova.

## Storia e descrizione

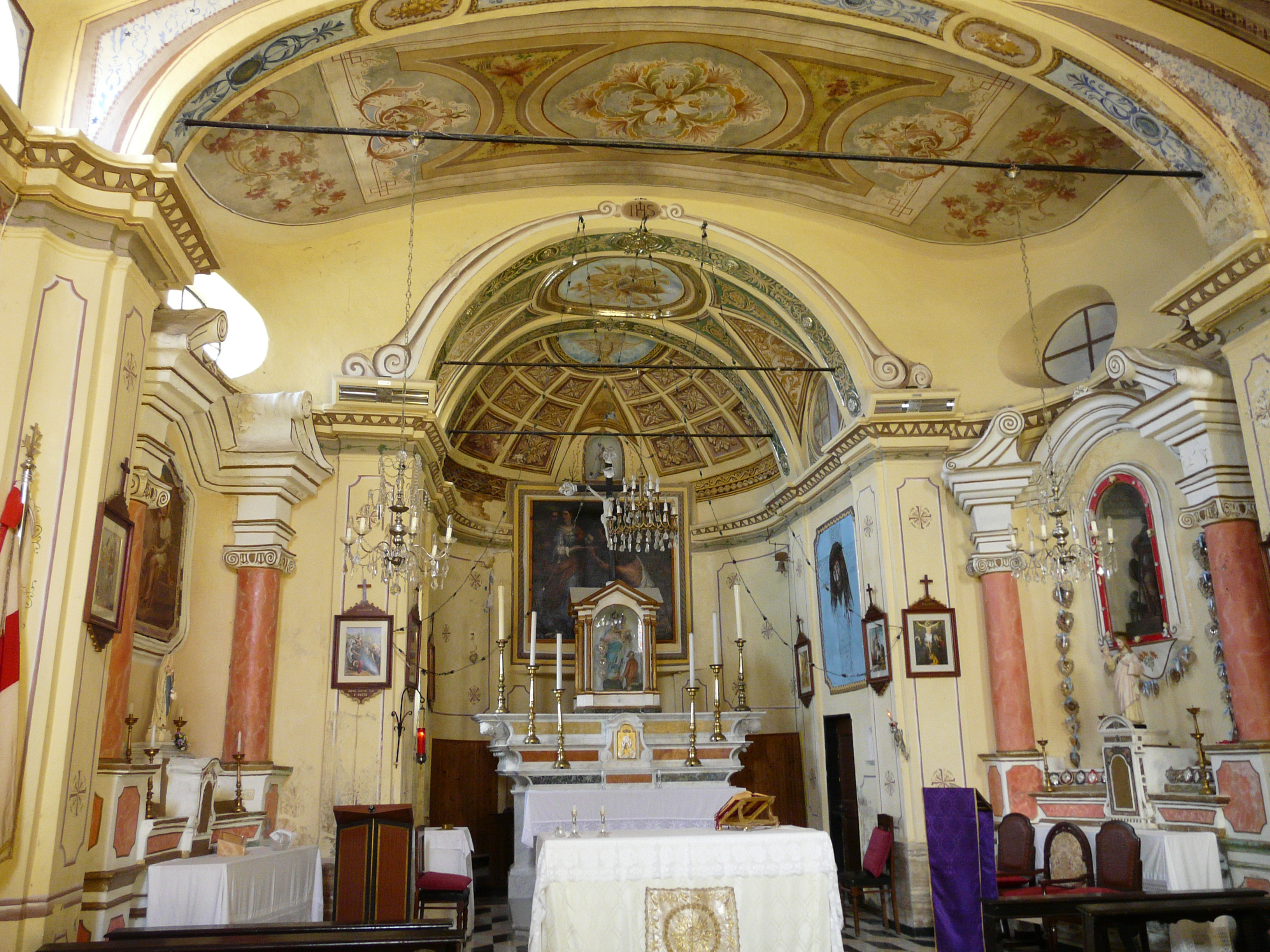
L'interno

La primitiva cappella, dedicata originariamente a san Giovanni Decollato, sorse molto probabilmente prima o poco dopo il 1645 e la sua ufficiale benedizione avvenne il 12 agosto del 1666 dal vicario generale Antonio Ratto; quest'ultimo acconsentì al rettore della chiesa di San Siro di Viganego, il 18 aprile del 1670, di officiare le celebrazioni liturgiche.
Nel corso del 1742 il Senato della Repubblica di Genova dichiarò la cappella secolare sotto la sua protezione scatenando, il 18 novembre 1744, la forte protesta della comunità della chiesa di San Siro di Viganego accusando gli abitanti di Terrusso di aver edificato un campanile più alto rispetto all'originario disegno.
Tra il 1772 e il 1773 la cappella fu ingrandita nell'odierna versione, ricostruendo il coro, così come l'attiguo campanile nel 1863 che venne completamento ricostruito e innalzato di più rispetto al precedente.
L'intitolazione a chiesa parrocchiale avvenne nel 20 dicembre del 1917 dall'arcivescovo di Genova monsignor Ludovico Gavotti. I primi lavori di restauro nel XX secolo avvennero dapprima nel 1925, conservazione del campanile, e nel 1928 con il rifacimento e recupero della facciata. Altri successivi lavori si attuarono in tempi più moderni - nel 1986 - con la completa tinteggiatura della chiesa, rifacimento del tetto, delle porte e delle finestre, e la sagrestia con una nuova pavimentazione in marmo.
Anche la torre campanaria fu interessata dai lavori conservativi con la coloritura degli esterni e con il posizionamento di un moderno orologio a suono elettronico e di tre quadranti nei tre lati del campanile.